# Isak Frey
Isak Leknes Frey (Bærum, 28 agosto 2003) è un biatleta norvegese.

## Biografia
Isak Frey, attivo dalla stagione 2021-2022, ai Mondiali juniores di Šchuchinsk 2023 ha vinto la medaglia d'oro nella staffetta e quella di bronzo nell'individuale e nella staffetta mista e a quelli di Otepää 2024 ha conquistato la medaglia d'oro nella sprint, nella staffetta e nella staffetta mista e quella d'argento nella partenza in linea; in Coppa del Mondo ha esordito il 13 marzo 2025 a Pokljuka in individuale (17º) e ha conquistato il primo podio il 16 marzo seguente nella medesima località in staffetta mista (3º). Non ha preso parte a rassegne olimpiche o iridate.

## Palmarès

### Mondiali juniores
- 7 medaglie:
  - 4 ori (staffetta a Šchuchinsk 2023; sprint, staffetta, staffetta mista a Otepää 2024)
  - 1 argento (partenza in linea a Otepää 2024)
  - 2 bronzi (individuale, staffetta mista a Šchuchinsk 2023)

### Coppa del Mondo
- Miglior piazzamento in classifica generale: 34º nel 2025
- 1 podio (a squadre):
  - 1 terzo posto